# Rüthnick

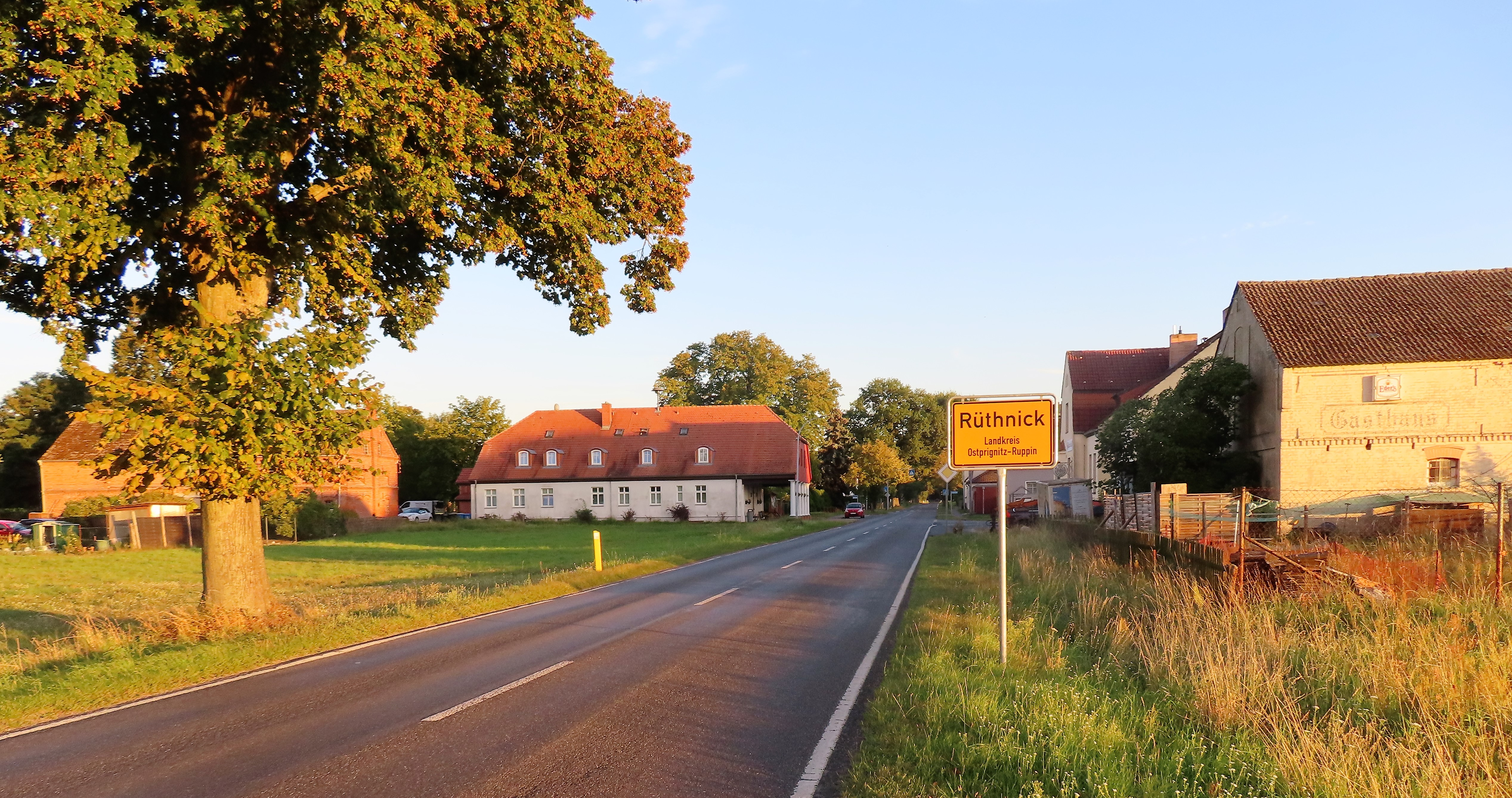
Ortseinfahrt Rüthnick von Herzberg (Mark)

Rüthnick ist eine Gemeinde im Landkreis Ostprignitz-Ruppin in Brandenburg. Sie wird vom Amt Lindow (Mark) verwaltet.

## Geografie
Rüthnick liegt im östlichen Teil des Landkreises Ostprignitz-Ruppin zwischen Neuruppin und Kremmen. Im Osten liegt das Waldgebiet Rüthnicker Heide.

## Gemeindegliederung
Zur Gemeinde Rüthnick gehören die Wohnplätze Mohnhorst und Rüthnicker Pläne.

## Geschichte
Rüthnick wurde erstmals im Jahre 1422 erwähnt, der damalige Name war „Ruthenicke“. Der ursprüngliche slawische Name geht auf Ruda zurück, das bedeutet Raseneisenstein, der in der Umgebung des Ortes gefunden wurde. Um 1490 war Rüthnick ein Teil der im Kern reichsunmittelbaren Herrschaft Ruppin unter der Landesherrschaft der Grafen von Lindow-Ruppin. Von 1422 bis 1541 gehörte Rüthnick zum Kloster Lindow, danach zu den Ämtern Lindow und Alt Ruppin (1541 bis 1656). Von 1656 bis 1834 gehörte der Ort zum Amt Oranienburg, danach bis 1872 wieder zum Amt Alt Ruppin. 
Im Jahre 1954 wurde eine LPG Typ III mit dem Namen „Hoffnung“ gebildet. 1960 wurde dann die LPG Typ I mit dem Namen „Sandeck“ gegründet.
Rüthnick gehörte seit dem 14. Jahrhundert zur Herrschaft Ruppin, seit 1524 zum Kreis Ruppin in der Mark Brandenburg und ab 1952 zum Kreis Neuruppin im DDR-Bezirk Potsdam. Seit 1993 liegt Rüthnick im brandenburgischen Kreis Ostprignitz-Ruppin.

## Bevölkerungsentwicklung
| Jahr | Einwohner |
| ---- | --------- |
| 1875 | 472       |
| 1890 | 436       |
| 1910 | 420       |
| 1925 | 451       |
| 1933 | 497       |
| 1939 | 515       |

| Jahr | Einwohner |
| ---- | --------- |
| 1946 | 902       |
| 1950 | 767       |
| 1964 | 550       |
| 1971 | 486       |
| 1981 | 415       |
| 1985 | 419       |

| Jahr | Einwohner |
| ---- | --------- |
| 1990 | 375       |
| 1995 | 467       |
| 2000 | 495       |
| 2005 | 508       |
| 2010 | 497       |
| 2015 | 479       |

| Jahr | Einwohner |
| ---- | --------- |
| 2020 | 456       |
| 2021 | 445       |
| 2022 | 453       |
| 2023 | 458       |
| 2024 | 456       |

Gebietsstand des jeweiligen Jahres, Einwohnerzahl: Stand 31. Dezember (ab 1991), ab 2011 auf Basis des Zensus 2011, ab 2022 auf Basis des Zensus 2022

## Politik

### Gemeindevertretung
Die Gemeindevertretung von Rüthnick besteht entsprechend der Einwohnerzahl aus acht Gemeindevertretern und der ehrenamtlichen Bürgermeisterin. Die Kommunalwahl am 26. Mai 2019 führte zu folgendem Ergebnis:
| Partei / Wählergruppe             | Stimmenanteil | Sitze |
| --------------------------------- | ------------- | ----- |
| Freie Wählergemeinschaft Rüthnick | 56,6 %        | 5     |
| Einzelbewerber Dirk Heidrich      | 15,0 %        | 1     |
| Einzelbewerberin Renita Beyer     | 10,3 %        | 1     |
| Einzelbewerber Holger Ebert       | 09,2 %        | 1     |
| CDU                               | 09,0 %        | –     |

### Bürgermeisterin
- 1998–2014: Roland Froehlich (SPD)[8]
- seit 2014: Birgit Salzwedel (Freie Wählergemeinschaft Rüthnick)[9][10]

Salzwedel wurde in der Bürgermeisterwahl am 9. Juni 2024 bei einem Gegenkandidaten mit 73,8 % der gültigen Stimmen für eine weitere Amtszeit von fünf Jahren zur ehrenamtlichen Bürgermeisterin wiedergewählt.

## Sehenswürdigkeiten
In der Liste der Baudenkmale in Rüthnick stehen die in der Denkmalliste des Landes Brandenburg eingetragenen Baudenkmale.

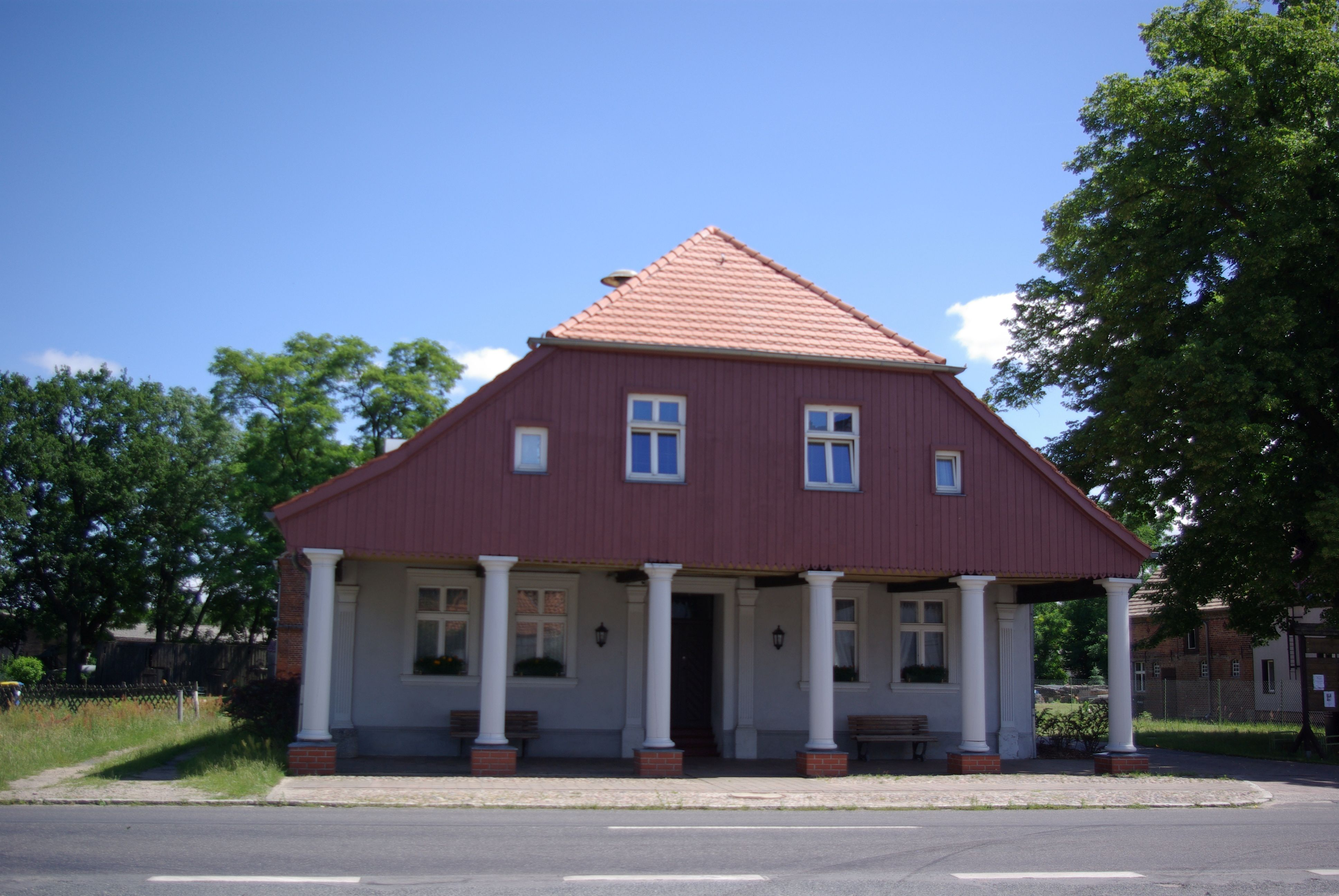
Vorlaubenhaus
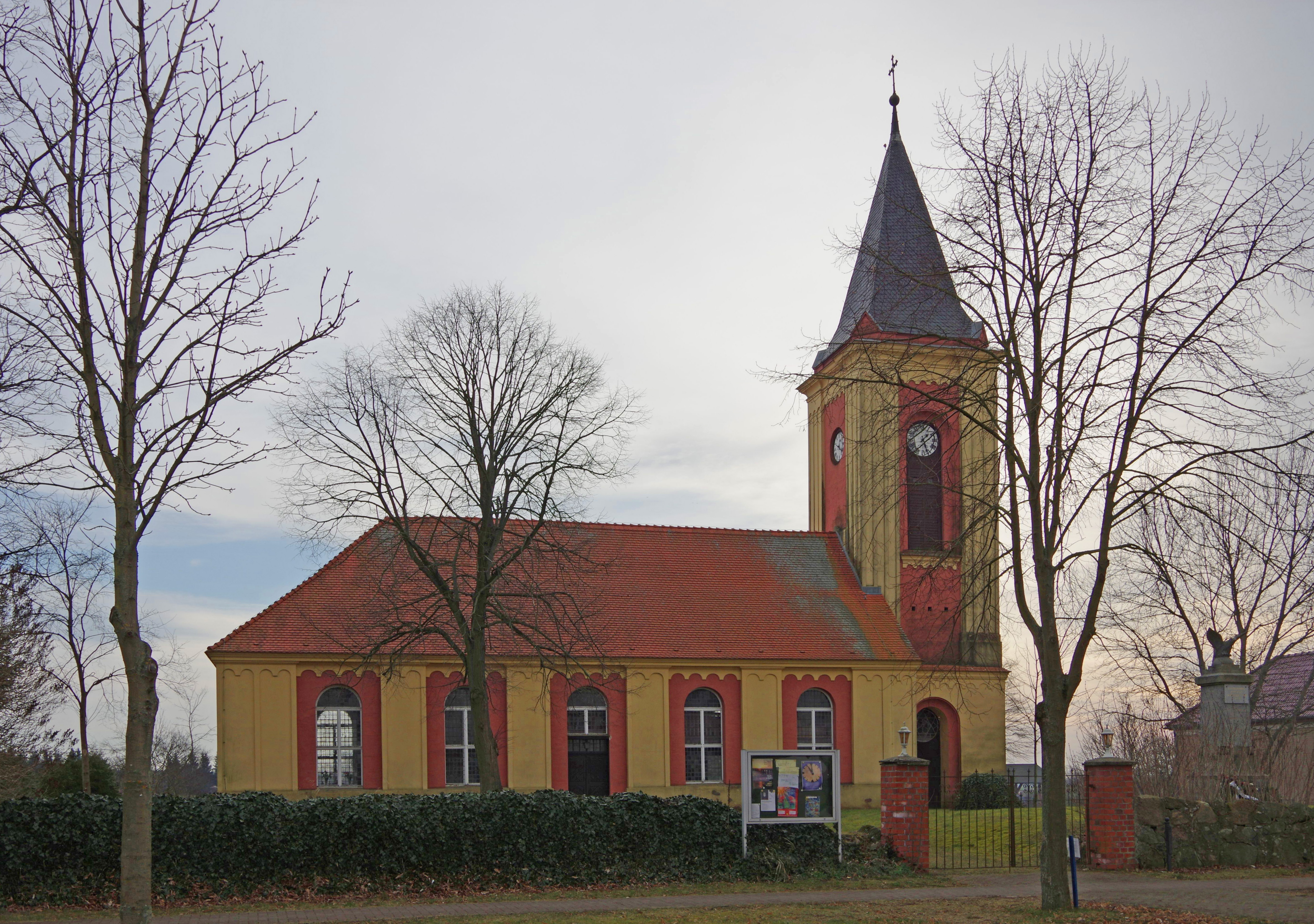
Dorfkirche Rüthnick

## Verkehr
Rüthnick liegt an der Landesstraße 19 zwischen Lindow (Mark) und Kremmen.
Der nächstgelegene Bahnhof ist Herzberg (Mark). Er wird von der Regionalbahnlinie RB 54 (Löwenberg–Rheinsberg) bedient.